# 이재명
이재명(李在明, 1963년 12월 8일~)은 대한민국의 정치인이자 변호사로, 2025년부터 제21대 대한민국 대통령 직무를 수행 중이다. 본관은 경주이며, 2018년부터 2021년까지 경기도지사, 2022년부터 2025년까지 더불어민주당 대표이자 계양구 을 국회의원을 지냈다.
1963년 경상북도 안동군의 가난한 집안에서 태어나 초등학교를 졸업한 후, 경기도 성남시로 이주하여 공장에서 일하는 것과 학업을 병행하기 시작했다. 이후 검정고시를 통해 중졸·고졸 학력을 취득하여 중앙대학교 법학을 전공하고 1986년 졸업했다. 사법시험에 합격하여 법조계에 입문해 성남시 일대에서 인권·노동 전문 변호사로 활동하였고, 이 시기 성남시립병원 설립 운동 도중 공무방해에 관한 죄로 기소되었다.
2005년 정계에 입문해 몇 차례 선거에 도전하여 2010년 성남시장에 당선되었고, 2014년 재선에 성공했다. 2017년 대통령 선거 당시 민주당 경선에 도전했으나 문재인 후보에 밀려 패배했다. 이후 2018년 전국동시지방선거에서 경기도지사에 당선되었고, 이후 2022년 대통령 선거 출마를 위해 사퇴했다. 대통령 선거에서 더불어민주당 대통령 후보로 선거에 출마하였으나, 국민의힘의 윤석열 후보에 패배했다.
2024년 1월 피습을 당하여 목 부위에 흉기를 찔렸고 며칠 만에 회복했다. 같은 해 12월 3일 비상계엄이 선포되자 당일 밤 국회의사당으로 향해 담을 넘어 본회의장에 입장하는 데 성공했고, 국회의 비상계엄 해제 요구 결의안 가결에 참여했다. 이후 윤석열 대통령 탄핵소추안 표결에도 참여하여 헌법재판소의 파면 인용을 촉구하는 중심 인물이 되었다. 윤석열의 파면 이후 진행된 6월 3일 2025년 조기 대통령 선거에서 더불어민주당의 대통령 후보로 선거에 출마했으며, 선거에서 당선되어 다음 날 바로 대통령에 취임, 이재명 정부를 출범시켰다.

## 생애

### 성장기
경상북도 안동군 예안면 도촌동에서 아버지 이경희(李敬熙, 1931년~1986년)와 어머니 구효명(具孝明, 1931년~2020년) 사이에서 7남매 중 다섯째로 태어났다.
법적인 생년월일은 1964년 12월 22일이나, 이는 아버지가 출생신고를 늦게 하여 임의로 쓴 날짜고, 실제 출생일은 음력 10월 22일 또는 23일(양력 1963년 12월 7일 또는 8일)로 추정한다고 한다.
어린 시절에는 부모가 사업이 망해 집안의 환경이 어려웠다고 한다. 국민학교 1학년 생활기록부에는 '고집이 세고, 성적은 미미했지만 시원한 성격'이었다고 적혀 있다. 학교가 집에서 5km 정도 되는 거리라서 학교를 잘 안 갔다고 한다.

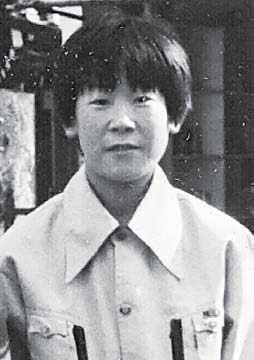
이재명(1976년).

1977년 2월 국민학교 졸업과 동시에 경기도 성남시로 이주했고, 중학교 대신 수공업 목걸이 공장에 취업했다. 법적으로 노동을 할 수 있는 나이가 아니어서 여러 가명으로 공장을 전전한 그는 회사에 문제가 생겨 월급을 떼이고 난 뒤 사업자 등록이 되어 있는 '동마고무'라는 곳으로 옮겼고 동마고무에서 손가락을 다치는 첫 산업 재해를 당했다. 동마고무를 나와 야구 글러브 공장인 '대양 실업'에서 일하고 있을 때 프레스에 손목이 눌려 관절이 으스러지는 두 번째 산업 재해를 당했다. 당시 공장은 사고가 빈번해서 주변 사람들은 다들 "이 정도면 다행"이라고 다독였고 그는  병원도 찾지 않고 아픈 팔로 계속 일을 했다. 열여섯 살 무렵 키가 15cm 자라고 손목과 팔의 뼈도 성장하하면서 부러진 뼈가 다른 뼈의 성장 속도를 따라가지 못하며 팔이 비틀어지고 관절이 으스러진 부분의 성장판이 깨지는 사고가 발생했다. 이재명은 이 질병으로 병역면제인 6급 판정을 받았다.
대양실업에 다니던 중 교복을 입고 등교하는 여자아이들 무리와 마주친 이후 공부하고 싶다는 생각을 하게 되었다고 한다. 이후 검정고시 학원에 등록하는 과정에서 학원 선생님의 배려로 무료로 단과반을 수강했다. 1978년 고입 검정고시에 합격해 중졸자격을 얻었다.
대양실업에서 당한 산업 재해로 팔의 통증은 계속 심해졌고, 더불어 교복을 입고 등교하는 동네 친구들을 볼 때마다 부모에 대한 반항심도 생겼다고 한다. 방황 끝에 1980년, 두 번의 자살 시도를 하였으나 실패하면서 마음을 다잡았고, 어떻게든 출세를 하려면 공부를 해야겠다고 생각했다. 1980년 4월 대입 검정고시에 합격해 고졸 자격을 얻었다.
1981년 대입 제도가 개편되면서 학력고사만으로도 대학에 입학할 수 있게 되었다. 대학생 과외가 전면 금지되는 대신 장학생 제도가 확대되었고, 정규 학교 교육을 받지 못한 사람도 시험만 잘 보면 장학금을 받고 다닐 기회가 열린 것이다. 1982년 7월 학비 지원에 생활비 20만 원을 받고 중앙대학교 법학과 장학생으로 입학했다.
김혜경과 1990년 연애를 시작하여 1991년에 결혼하였다.
종교는 개신교(장로회)이며, 권사였던 어머니의 영향을 받아 유년시절부터 신앙을 받아들였다. 성남시에서 인권변호사 활동을 하던 2005년부터 분당우리교회에 교인 등록을 하고 출석 중이었다가, 정치활동을 시작하면서 비정기 출석하게 되어 제적교인으로 분류되었고, 다시 출석하면 출석교인이 된다.

### 변호사 활동
1982년 중앙대학교 법학과에 입학 하여 1986년 졸업했다. 제28회 사법시험에 합격한 후 사법연수원에 입학했다. 사법연수원 재학 당시 노무현 변호사의 강연을 들었다. 노무현 변호사의 강연을 듣기 전에는 연수원 수료 이후 전관예우의 혜택을 누릴 수 있는 판사와 또는 검사를 선택하려고 하였으나 노무현의 말에 감명을 받아 변호사의 길을 선택했다고 한다.
1989년 사법연수원 18기를 수료한 후 변호사가 되었다. 같은 18기 출신으로는 김재형 대법관, 민유숙 대법관, 문형배 헌법재판관, 문무일 전 검찰총장, 이석수 전 국가정보원 기획조정실장 등이 있다.
변호사 사무소를 개업한 후 인천시와 광주시의 노동상담소장과 민주사회를 위한 변호사 모임에서 활동했다. 1995년에는 성남시민모임 창립 구성원으로 시민운동도 시작했다. 이후 '분당 백궁·정자 지구 용도 변경' 특혜 의혹을 제기하고, '분당 파크뷰 특혜분양 사건'을 파헤쳤다.
성남에 있던 종합병원 두 곳이 폐업하자 이재명은 성남시립병원설립추진위원회 공동대표로 활동하며 성남시민들과 함께 성남 시립병원 설립 운동을 시작했다. 하지만 당시 한나라당이 장악한 시의회는 최초의 주민발의 조례를 단 47초 만에 날치기로 부결해 버렸다. 이에 이재명은 방청하던 시민들과 함께 항의하다가 특수공무집행방해죄로 수배됐다. 이후 이재명은 사회운동만으로는 세상을 바꿀 수 없다는 것을 깨닫고 정치에 입문하기로 결심했다고 한다.

## 정치 활동
2005년 8월 23일 열린우리당에 입당함과 동시에 성남시장 출마 의사를 밝혔다. 제4회 전국동시지방선거에서 공천을 받아 성남시장에 출마했으나 23.75%의 득표율로 한나라당 이대엽 후보에게 밀려 낙선했다.
2007년 대통령 선거에서는 정동영 대통합민주신당 대통령 후보 비서실 수석부실장으로 활동했다. 2008년 총선에서는 경기도 성남시 중원구 선거구에 공천을 신청했지만 당내 경선에서 조성준 후보에 밀려 공천 탈락하고, 경기도 성남시 분당구 갑에 전략 공천되었으나, 33.23%의 득표율을 기록하며 한나라당 고흥길 후보에게 밀려 낙선했다. 낙선 후에는 정세균 민주당 대표의 부름을 받아 민주당 부대변인을 지냈다.

### 제19·20대 성남시장

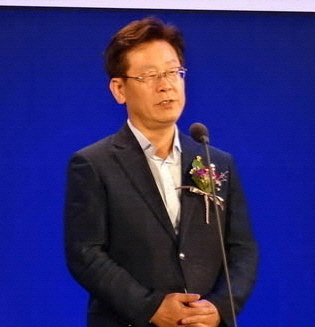
2015년 당시 성남시장이었던 이재명의 모습.

제5회 전국동시지방선거에서 출마하여 역대 선거 결과에서 진보 진영이 우세했던 수정구, 중원구에서 각각 58.9%, 57.9%의 지지를 얻고 이전 선거에서 보수 진영이 승리해왔던 분당구에서 44.6%로 약진하며 종합 51.2%를 얻어 43.1%를 얻은 한나라당 황준기 후보를 제치고 성남시장에 당선되었다.
제19대 성남시장 취임사에서 "새로운 성남을 향한 발걸음이 쉽지만은 않을 것이다. 힘들면 쉬었다 가더라도 서로의 어깨를 보듬고 한 걸음 한 걸음 웃으며 나아가자. 우리는 할 수 있다. 시민이 주인되는 성남, 시민이 행복한 시정, 기회가 균등한 성남을 함께 만들자"고 강조한 그는 호화 논란을 빚던 전직 시장의 집무실을 북카페로 내놓은 후 한층 좁은 공간으로 시장실을 옮기는 데서부터 출발했다.
시장 취임 후 첫 기자회견에서는 모라토리엄을 선언했다. 이재명은 재정난으로 LH·국토부 등에 내야 할 판교신도시 조성사업비 5천 200억 원을 단기간에 갚을 수 없다고 주장했고 이는 국토부와의 진실공방으로 이어졌다. 이후에도 그는 여느 단체장과는 차별되는 행보로 눈길을 끌었다. 트위터, 페이스북 등 SNS 소통에 적극적으로 나서며 거리낌 없이 현안에 대한 자신의 견해를 밝혔고, 시장실에는 "돈 봉투를 들고 오는 사람들이 많다"는 이유로 CCTV마저 설치했다. 특히 복지정책에 중점을 뒀다. 취임 직후부터 성남시립의료원 강화에 나섰고, 2011년부터 무상교복 정책을 추진했다. 시행이 가로막히면 시의회·정부와 각을 세우거나 소송도 불사하였다.
2014년 제6회 전국동시지방선거에서는 새정치민주연합 후보로 출마하여 강세 지역인 수정구, 중원구에서 각각 56.4%, 56.7%를 얻을 뿐만 아니라 분당구에서도 이전 선거보다 지지율이 10%가량 상승한 53.8%를 기록하여 종합 55.1%로 44.0%의 새누리당 신영수 후보를 상대로 승리하여 연임에 성공했다.
세월호 침몰 사고 이후 박근혜 정부를 비판하며 진상 규명을 강력히 요구했고, 2016년, 박근혜 정부가 성남 등 불교부단체에 큰 피해가 예상되는 지방재정개편안을 추진하자 11일간 단식농성을 벌였다.
성남 FC의 구단주를 겸임하며 수원 FC와의 깃발 더비를 탄생시켰다. 실제로 그는 스포츠에도 관심이 많으며 축구와 야구를 좋아한다고 알려졌다.

### 19대 대선 경선 후보
2016년 말 박근혜-최순실 게이트가 터지며 전국에서 일어난 촛불집회에서 "박근혜 대통령은 이미 대통령이 아니다"라는 '사이다 발언'으로 전국민적 관심을 모으며 각종 여론조사에서 문재인에 이은 차기 대선 후보 2위에 등극하였다. 민주당 지도부 관계자는 "충성도 높은 민주당 지지층의 지지세가 이재명에게 몰리고 있어 최대 20%까지도 지지율이 오를 수 있다고 본다"며 "과거 노무현 전 대통령이 대선 과정에서 연출했던 극적인 지지율 반전 드라마를 쓸 수도 있다는 기대도 있다"고 전했다.
그러나 2016년 11~12월에 한창이였던 촛불집회가 국회의 탄핵안 가결 및 헌법재판소의 본격적인 탄핵안 심판 시작과 함께 소강상태에 접어듦에 따라 박근혜-최순실 게이트에 대한 발언으로 인기를 끌었던 이재명의 지지율도 하락하였다. 결국 이재명의 첫 번째 대선 도전은 당내 경선에서 347,647표를 득표하며 936,419표를 얻은 문재인, 353,631표를 얻은 안희정에 밀려 3위로 마감하였다.

### 제35대 경기도지사

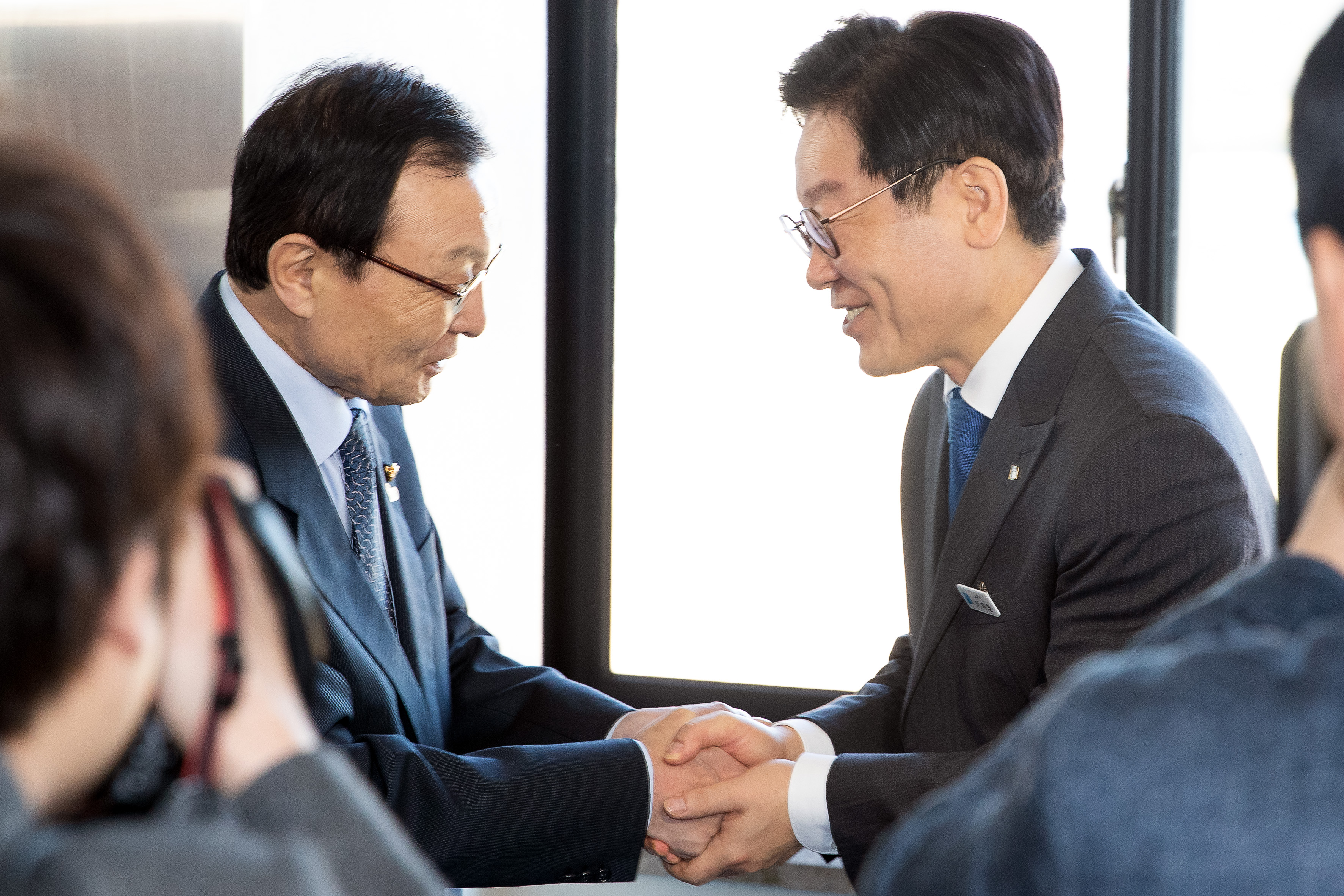
이해찬 더불어민주당 대표(왼쪽)를 접견하고 있는 이재명 경기도지사 (2019년 3월)

제7회 전국동시지방선거 경기도지사 후보 각종 여론조사에서 1위를 차지하였다. 2018년 3월 15일, 경기도지사 예비후보로 등록하기 위해 성남시장직을 사임하였으며, 3월 27일 국회 정론관에서 경기도지사 출마를 공식 선언하였다. 당내 경선에서 60.0%의 득표율을 얻어 전해철, 양기대 후보를 누르고 더불어민주당 경기도지사 후보로 선출되었다. 본선에서는 56.40%의 득표율을 얻어 35.51%의 득표율을 얻은 남경필 자유한국당 후보를 제치고 임창열 이후 20년 만에 당선된 민주당계 정당 출신 경기도지사가 되었다.
2019년 6월 18일, ‘닥터헬기’가 경기도 내 공공청사, 학교운동장, 공원 등에서 자유롭게 이·착륙할 수 있도록 할 수 있는 협약을 체결했다. 이번 협약으로 닥터헬기는 기존에 이용했던 소방헬기 착륙장 588곳 외에도 경기도 공공청사 77곳과 학교 운동장 1,755곳에서 이착륙할 수 있다. 이번 협약으로 경기도 내 닥터헬기 이착륙장소는 588곳에서 1,832곳이 추가돼 총 2,420곳으로 늘었다. 이재명은 “응급구조를 담당하는 일은 현행법상 ‘긴급재난’에 해당되는 만큼 목숨이 위태로운 긴급상황에는 주거침입이나 재물손괴 등의 행위가 허용된다. 예를 들어 헬기를 내릴만한 회사운동장이 잠겨있을 경우 과감하게 헬기를 내려도 된다”며 “오늘 협약된 공공기관, 학교를 기본적으로 활용하되 소방재난본부 지침 등을 만들어 비상상황에는 긴급재난 형태로 착륙이 이뤄질 수 있도록 조치해 달라”고 지시했다. 닥터헬기 이착륙 문제를 꾸준히 지적해 온 아주대병원 이국종 교수(경기남부권역외상센터장)는 이번 조치가 전국으로 확산되길 바란다며 환영했다. 이 교수는 “런던에서 비행할 때 제일 많이 이용했던 착륙장이 바로 학교운동장이었다. 교사들이 수업하다 말고 운동장으로 나와 출동 현장을 학생들에게 보여주곤 했는데, 교사들이 ‘생명존중사상을 뿌리 깊게 인식시키는 그 어떤 교육보다 중요한 현장교육’이라고 이야기하는 것을 보면서 한국에서 어떻게든 실현해보고 싶었다”고 말했다. 이 교수는 “하지만 현실은 쉽지 않았다. 선진국형 모델 도입을 통해 대한민국이 선진화될 수 있도록 노력해 준 이 지사에게 감사를 전한다”며 “경기도를 넘어 대한민국에서 이러한 모델이 구축되길 간절히 바란다”고 감회를 밝혔다.
코로나19 유행 초기였던 2020년 2월 25일 경기도 과천시 별양상가2로 제일쇼핑 4층에 있는 신천지 총회본부에 이재명이 직접 방문해 신천지 총회본부 쪽에 신도 명단 제출을 요구했다. 경기도는 이미 이날 오전 10시 30분께 경찰과 함께 역학조사관 2명, 경기도 특별사법경찰단의 디지털포렌식 전문가 2명 등 관계 공무원 40여 명을 보내 신도 명단 확보를 위한 강제 역학조사에 나섰다. 하지만, 신천지 총회본부 쪽이 3시간이 지나도록 명단 제출을 하지 않고 버티는 바람에 조사가 이뤄지지 않은 상태였다. 이처럼 양쪽의 실랑이가 벌어지는 사이 이재명이 현장을 방문해 강경한 태도로 맞섰고, 신천지 쪽은 태도를 바꿨다. 신천지 쪽은 이날 오후 3시께 컴퓨터에 저장된 신도 명단을 넘겨줬고, 경기도는 이 명단을 확보했다. 이날 경기도가 확보한 신도 명단은 33,562명이며 지난 16일 예배에 참석한 신자 9,930명의 명단도 확보했다. 이에 경기도는 예배 참석자가 신도 명단과 상당 부분 겹칠 것으로 추정했다.
코로나19 장기화 속에 재난지원금 지급 카드를 꺼내 전국으로 확산시켰다. 경기도는 2020년 4월과 2021년 2월 전 도민 1인당 10만 원과 20만 원씩 재난기본소득을 지급했다.
2021년 8월부터 지급되기 시작한 제5차 재난지원금 상위 88% 지급안에 반대하였다. 이에 이재명은 본인의 관할 구역인 경기도에 한해서 든 경기도민에게 1인당 25만원씩의 재난기본소득을 지급하겠다고 밝혔다. 이재명은 관련 사실을 브리핑 하며 "코로나19 피해는 정도의 차이가 있을 뿐 모든 국민이 겪고 있다. K-방역 역시 모든 국민의 적극적 협조와 희생으로 이루어냈다. 함께 고통받으면서 정부의 방역조치에 적극 협력하고 무거운 짐을 나누었던 모든 국민들이 고루 보상받아야 한다"고 강조했다.

### 제20대 대선 후보
2021년 7월 1일 “국민을 가르치는 ‘지도자’가 아닌 주권자를 대리하는 일꾼으로서 저 높은 곳이 아니라 국민 곁에 있겠다”며 대선 도전을 공식 선언했다. 이재명은 영상을 통해 출마 선언을 하며 “자랑스러운 김대중, 노무현, 문재인 정부의 토대 위에 필요한 것은 더하고, 부족한 것은 채우며, 잘못은 고쳐 더 유능한 4기 민주당 정권, 더 새로운 이재명 정부로 국민 앞에 서겠다”고 밝혔다. “위기의 원인은 불공정과 양극화에 있다”며 “공정성 확보, 불평등과 양극화 완화, 복지확충에 더해 경제적 기본권이 보장돼 모두가 최소한의 경제적 풍요를 누리는 사회여야 지속적 성장과 국민의 더 나은 삶이 가능하다”고 말했다. “대한민국은 민주공화국이다”라는 헌법 1조를 읽으면서 시작한 출마 선언에는 공정이 7번, 불공정이 6번, 성장이 11번 언급됐다. 2017년 출마 선언에서 언급 횟수가 4번에 그쳤던 ‘성장’의 비중이 이번엔 더욱 커진 셈이다.
2021년 10월 10일 719,905표를 득표하며 누적 50.29%을 기록해 39.14%를 얻은 이낙연을 누르고 더불어민주당 제20대 대통령 선거 후보로 확정되었다.
2021년 7월 1일, 더불어민주당 제20대 대통령 경선 후보 출마 선언 후 발표한 공약은 다음과 같다.
- 전환적 공정성장으로 대전환 위기를 도약의 기회로
- 기본소득으로 경제발전과 분배 정의의 기반 마련
- 기본주택 공급 및 부동산 안정화 실현
- 기본대출 시행으로 금융기본권 보장 및 포용적 금융제도 실현
- 여성이 불안하지 않은 나라, 청년에게 희망을 주는 나라

2022년 3월 제20대 대통령 선거에서 47.83%를 득표하여 국민의힘 윤석열 후보에게 0.73%p(24만 7077표차) 격차로 패배하였다.

### 제21대 국회의원
송영길 의원이 2022년 6월 제8회 전국동시지방선거에서 서울특별시장 후보에 등록하기 위해서 4월 29일에 사퇴한 인천광역시 계양구 을의 보궐선거에서 더불어민주당 후보로 전략공천되어 2022년 6월 1일 제21대 국회의원으로 당선되었다.

### 더불어민주당 대표
2022년 8월 28일 득표율 77.77%로 박용진 후보(22.23%)를 제치고 제6대 더불어민주당 대표로 선출되었다.
2023년 2월 16일 서울지방검찰청 반부패수사1부는 위례·대장동 개발 특혜와 성남FC 불법 후원금 의혹으로 이재명에 대한 구속영장을 청구하였으나, 2023년 2월 27일 국회에서 체포동의안이 부결되었다.
2023년 9월 대북송금, 백현동 개발사업 특혜, 위증교사 혐의로 체포동의안이 제출되어 찬성 149표, 반대 136표로 가결됐으나, 서울중앙지방법원 유창훈 영장전담 부장판사에 의해 구속영장이 기각됐다.
2024년 피습 이후 1월 10일 퇴원하고,, 16일 당무에 복귀했다.
2024년 신년 기자회견에서 “대한민국이 ‘민생·전쟁·저출생·민주주의’라는 측면에서 4대 위기에 처했다”며 남북간 핫라인과 북방외교 복원, 보편적 출생지원 원칙에 기초한 출생기본소득, 사립대 등록금 부담 감경 등의 방안을 발표했다.

### 제21대 대선 후보

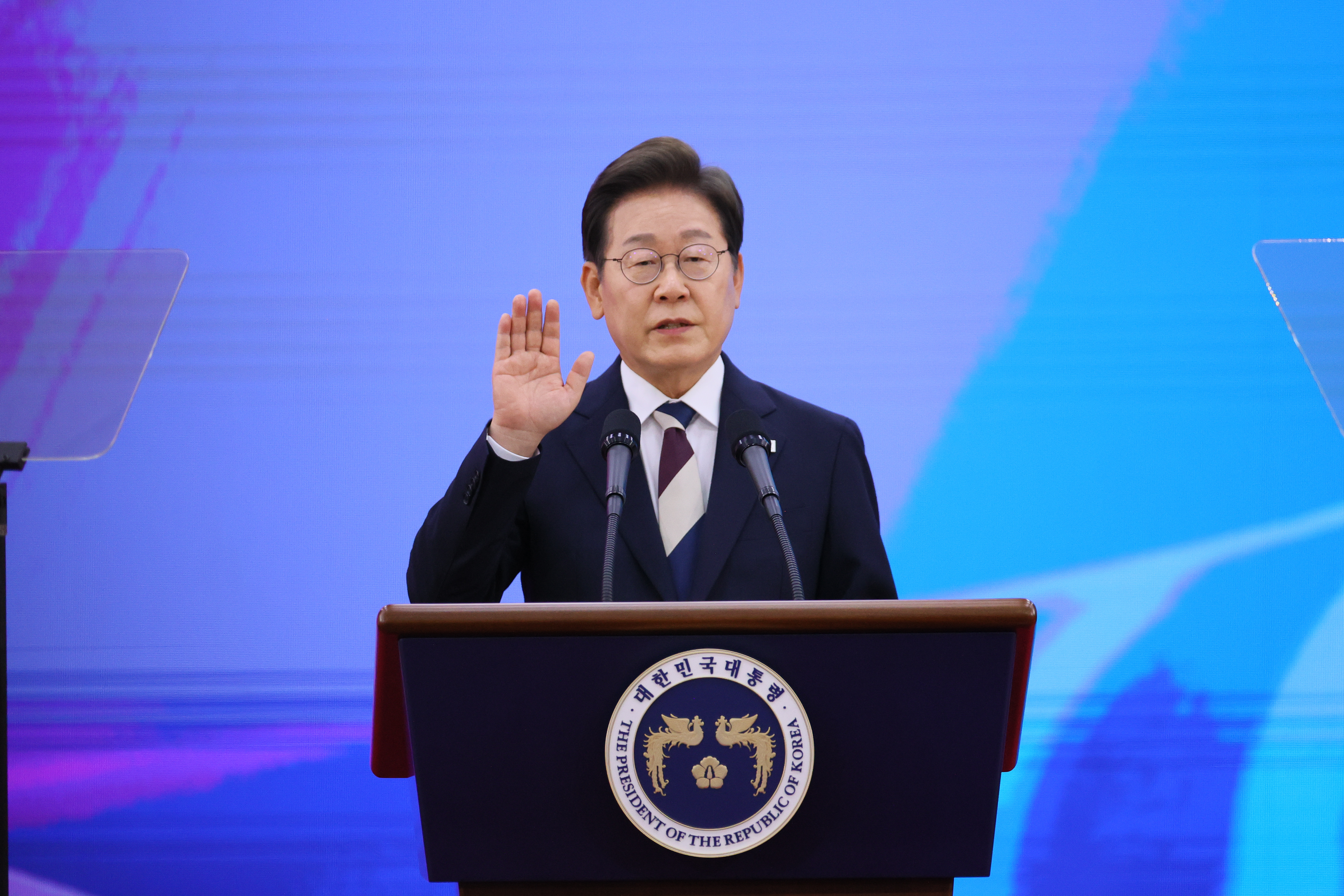
국회의사당 로텐더홀에서 대통령 취임 선서를 하고 있는 이재명(2025년 6월 4일)

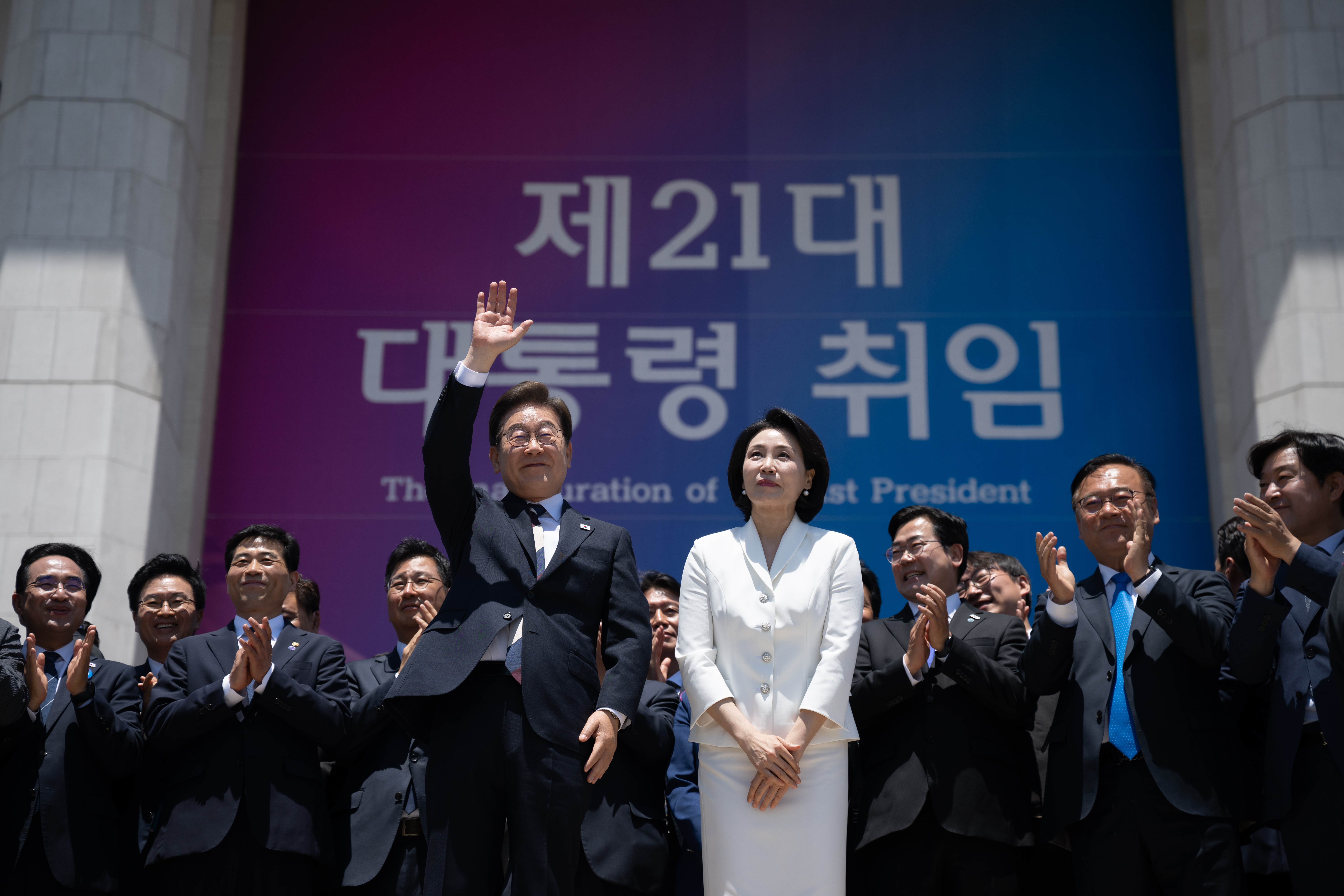
국회의사당에서의 취임식이 끝난 후 국회 본청 앞에서 영부인 김혜경과 함께 하는 모습(2025년 6월 4일)

2025년 4월 10일 유튜브를 통해 출마를 선언했으며, 2025년 4월 27일 더불어민주당 제21대 대통령 선거 경선에서 누적 득표율 89.77%로 최종 후보로 선출되었다.
2025년 4월 30일, 이재명 후보는 ‘진짜 대한민국 선거대책위원회’ 출범식을 열었다. 선대위원장만 22명에 이르는 대형 조직으로, 기존의 친명계뿐 아니라 비명계 인사들과 보수 계열 출신의 중도·보수 성향 인물들까지 아우르며, 통합과 포용을 내세웠다. 조국혁신당·진보당·사회민주당·기본소득당 등 4당과 공동 선거대책위원회를 구성하기로 했으며, 각 당 대표들이 공동 선대위원장으로 합류했다. 이재명 후보는 선대위 출범식에서 “국민이 주인이고 국민이 행복한 진짜 대한민국을 반드시 만들겠다”며, 국민 통합과 실용주의 정책을 강조했다. 삼프로TV 등에 출연하여 상속세 및 근로소득세의 개편 필요성과 정부 주도 성장 전략의 종말을 언급하는 등 실용주의적 경제관을 표명하였다.
5월 9일 더불어민주당, 조국혁신당, 진보당, 사회민주당, 기본소득당 5개 원내 정당이 국회 더불어민주당 당대표실에서 '광장 대선연합 정치 시민연대-제정당 연석회의'를 열고 '우리는 내란의 완전한 종식과 압도적 정권교체를 위해 더불어민주당 이재명 후보를 광장대선후보로 선정하고 지지를 선언한다'는 공동선언문을 발표하였고, 조국혁신당, 사회민주당, 기본소득당은 후보를 선출하지 않았으며 진보당의 후보로 선출된 김재연 후보는 사퇴했다.
이재명 후보는 후보 등록 첫날인 5월 10일 등록 절차를 끝냈다. 이 후보 측은 대선을 진짜 대한민국과 가짜 대한민국 세력의 싸움으로 규정하고 꼭 이겨서 진짜 대한민국을 되찾겠다고 포부를 밝혔다.
그리고 2025년 6월 3일에 열린 제21대 대통령 선거 에서 국민의힘 김문수 후보를 8.27%p(289만 1874표차) 격차로 크게 누르고 대한민국 대통령에 당선이 되었다.

## 범죄전력

### 무고 및 검사 사칭
2002년 5월 분당 백궁역 일대 부당용도변경저지 공동대책위원장을 맡고, 성남참여연대(당시 성남시민모임) 대표로 있던 이재명은 성남시의 파크뷰특혜분양사건 관련해 KBS PD가 변호사 사무실로 와 자신을 인터뷰하던 중, 당시 성남시장으로부터 휴대폰으로 리콜전화가 오자 PD가 ‘담당검사다 도와줄 테니 사실대로 말하라’고 유인해 녹음한 후 추적60분에 보도했고, 며칠 후 이재명이 PD로부터 녹음파일을 제공받아 기자회견으로 공개했다.
2002년 6월 30일 수원지방검찰청 성남지청 형사1부는 공무원자격사칭 혐의로 이재명의 구속영장을 청구했다.
2002년 7월 2일 수원지방법원 성남지원 형사2부는 이재명의 구속영장을 발부하였고, 이재명은 구속되었다.
2003년 7월 1일 무고, 공무원자격사칭 죄로 벌금 150만 원을 선고받았다. 재판부는 "검사를 사칭한 사실이 인정되나 범죄를 공모한 최모(31. 방송PD)씨에 비해 가담 정도가 낮고 김 전 시장이 고소를 취소한 점 등을 고려, 감형한다"고 밝혔다. 재판부는 이재명의 선거법 위반 혐의에 대해서는 "진실이라고 믿을만한 상당한 이유가 있는 사실을 기자들에게 배포, 유권자가 적절한 투표권을 행사하도록 판단자료로 제공했다면 공공의 이익이 있다"며 1심대로 무죄를 선고했다.

### 음주운전
2004년 5월 1일 오전 1시 21분쯤 이재명 대표는 혈중 알코올 농도 0.158%의 면허 취소 수준 상태로 경기도 성남시 분당구 수내동 소재 자택에서 중앙공원 앞 도로까지 승용차를 운전했다. 2004년 5월 1일 분당경찰서는 이재명을 도로교통법위반(음주운전) 혐의로 입건하였고, 2004년 7월 28일 수원지방법원 성남지원은 도로교통법위반(음주운전) 죄로 이재명 대표에게 벌금 150만원을 약식명령으로 선고하였다.

### 성남시의회 회의 방해 및 공용물 손괴
이재명은 경기도 성남시의회가 성남시립병원 설립과 관련된 조례를 다음 회기로 넘겨 재심의 하기로 하자, 마이크를 집어 던지고, 책상을 발로 차면서 욕설을 하고, 회원들을 선동하여 의원석을 점거 농성했다(특수공무집행방해). 이재명은 이와 같은 행위로 마이크, 명패, 책상 등 1900만원 상당의 공용물건을 손상했다(공용물건손상).
2004년 8월 26일 이재명은 특수공무집행방해, 공용물건손상 죄로 벌금 500만원을 선고받았다.

### 금지 장소에서 선거 운동
2010년 4월 26일 지방선거 예비후보자 신분이었던 이재명은 오전 7시 20분부터 9시까지 경기도 성남시 산성동에 있는 서울 지하철 8호선 산성역 지하 1층 통로부분에서 선거운동원들과 함께 명함 300장을 배포했다.
공직선거법에서는 예비후보자의 경우 지하철역 구내 그밖의 중앙선거관리위원회규칙으로 정하는 다수인이 왕래하는 공개된 장소에서 명함을 주거나 지지를 호소하는 행위를 금지하였고, 2011년 4월 28일 대법원 3부(주심 박시환 대법관)는 공직선거법위반으로 기소된 이재명에게 벌금을 선고한 원심을 확정했다.

## 논란 및 사건

### 허위사실 공표

#### 1심(서울중앙지방법원)
2024년 11월 15일 서울중앙지법 형사합의34부(한성진 부장판사)는 공직선거법 위반 혐의로 불구속기소된 이재명에게 징역 1년에 집행유예 2년을 선고했다. 형의 집행유예 확정시 의원직을 상실하게 되고, 10년간 피선거권이 상실됨에 따라 대선 출마가 불가능하다.
재판부는 이재명이 고(故) 김문기 전 성남도시개발공사 개발1처장과 "해외에서 골프를 치지 않았다"는 발언과 성남 백현동 식품연구원 부지의 용도변경 특혜 의혹에 대해 "국토부의 협박이 있었다"는 취지 발언 등 선거법상 허위사실 공표로 검찰의 제기한 두 가지 공소사실 모두에 유죄를 인정했다. 이재명이 성남시장이던 2015년 1월 호주·뉴질랜드 출장에서 김문기와 함께 찍은 사진에 대해 재판부는 "김문기는 호주 출장 중 공식 일정에서 벗어나 함께 골프를 쳤으니 기억에 남을 만하고, 대장동 의혹을 해명하는 이재명 측 대응에 관여해 수사도 받았다. 이재명이 그를 기억할 기회나 시간은 충분하다"고 했다. 백현동 부지 특혜 의혹에 대해서 국토교통부의 압박에 의한 게 아닌 이재명 스스로 내린 결정이라고 판단했다.

#### 2심(서울고등법원)
2025년 3월 26일 서울고등법원 형사 6-2부와 '우리법 연구회' 출신의 최은정 부장판사는 이재명의 공직선거법 항소힘 선고공판에서 무죄를 선고했다. "해외에서 골프를 치지 않았다"에 대해서는 해외 출장을 같이 갔지만 하위직원이라 몰랐다는 발언이 골프를 안 쳤다는 취지로 해석되진 않아 허위사실 공표로 처벌할 수 없다고 했다. 그가 국민의힘에서 공개한 사진이 조작됐다고 발언한 점도 원본은 10명이 한꺼번에 포즈 잡고 찍은 것이므로 골프를 쳤다는 증거 뒷받침할 자료로 볼 수 없고 원본 중 일부를 떼내 보여줬다는 의미에서 조작된 것이라고 볼 수 있다고 하였다. 또, 용도지역 변경이 그의 자의가 아닌 타의(국토부)에 의한 것으로 당시 입장을 ‘어쩔 수 없이’, ‘불가피하게’라고 압축한 것인데 이 표현은 상대적으로 주관적인 발언일 뿐이고 공공기관 용도 변경과 관련해 다각도로 압박 받는 상황을 인정할 수 있다고 하였다.

#### 3심(대법원)
2025년 5월 1일 대법원(박영재 대법관)이 무죄를 선고한 2심 판결을 유죄 취지로 파기환송했다. 이에 따라 이재명은 서울고등법원에서 다시 재판받아야 한다. 서울고등법은 대법원의 판단 취지에 기속되어 유죄를 선고해야만 한다. 파기환송심에서는 추가 양형심리를 거쳐 새로운 형량을 선고할 것으로 예측된다.

#### 파기환송심(서울고등법원)
2025년 5월 2일 서울고등법원 형사7부는 해당 사건을 배당받고 공판기일을 5월 15일 오후 2시로 정하였다. 또, 재판지연을 막기위해 집행관 송달을 이례적으로 요청했다.
5월 7일, 이재명 측 변호인이 15일로 예정되어 있던 파기환송심의 첫 공판기일을 대선(6월 3일) 이후로 연기해달라는 신청서를 서울고등법원 형사7부(재판장 이재권)에 제출하였다. 파기환송심 재판부가 대통령 후보인 피고인(이재명)에게 균등한 선거운동의 기회를 보장하고 재판의 공정성 논란을 없애기 위해 재판기일을 대통령 선거일 후인 6월 18일 오전 10시로 변경한다고 밝혔다. 이어 "법원 내외부의 어떠한 영향이나 간섭을 받지 아니하고 오로지 헌법과 법률에 따라 독립하여 공정하게 재판한다는 자세를 견지해 왔고 앞으로도 마찬가지"라고 덧붙였다.

### 대장동 개발 사업 논란
성남시장 재직 시절 민간업자들에게 유리한 대장동 개발 사업 구조를 승인해 성남도시개발공사에 4895억원의 손해를 끼친 혐의, 측근들을 통해 직무상 비밀을 업자들에게 흘려 7886억원을 챙기게 한 혐의(이해충돌방지법 위반) 등으로 2023년 3월 22일 불구속 기소됐다.
1심에서 실형을 선고받은 김용 전 민주연구원 부원장이 대장동 일당에게서 받은 거액의 불법 선거자금에 이재명이 관여했는지도 검찰이 규명하고자 하는 대상이다. 이재명이 대장동 개발 수익 428억 원을 받기로 했다는 의혹과 관련하여 김만배를 제외한 대장동 민간업자 전원이 천화동인 1호 실소유주로 이재명 측을 지목했다. 2023년 11월 1심 재판에서 김용은 불법 대선자금 6억원, 뇌물 7천만원을 받은 사실이 인정돼 징역 5년을 선고받았다.

### 화천대유 권순일 재판거래 의혹
이재명은 2018년 6‧13 지방선거 TV토론회에서 "친형의 정신 병원 강제 입원에 관여하지 않았다"고 허위사실을 공표한 혐의로 2019년 9월 6일 항소심에서 당선무효형에 해당하는 벌금 300만원을 선고받았다. 그러나 2020년 7월 권순일 대법관은 이재명 경기도지사의 공직선거법 위반 사건 선고에서 무죄 취지의 파기 환송을 주도했고, 2020년 11월부터 대장동 개발 특혜 의혹을 받는 화천대유자산관리 고문으로 재직하며 1억 5천만원의 고문료를 받아서 재판 거래 의혹을 받는다. 화천대유 대주주 김만배가 2019년 7월 16일부터 2020년 8월 21일까지 8차례나 권순일 대법관실을 방문한 사실이 대법원 청사 출입기록을 통해 확인됐다.
2024년 8월 7일 서울중앙지방검찰청 반부패수사3부는 '50억 클럽' 명단에 포함된  권순일을 변호사법 위반 혐의로 불구속기소했다. 변호사로 등록하지 않고 부동산 개발사업 시행업체인 화천대유자산관리의 민사소송 상고심, 행정소송 1심의 재판 상황 분석, 법률문서 작성, 대응 법리 제공 등의 변호사 직무를 수행한 혐의를 받는다.

### 성남FC 불법 후원금 혐의
성남FC 구단주를 겸임하던 2014년부터 2017년까지 두산건설, 네이버, 차병원, 푸른위례 등 4개 기업으로부터 후원금 133억원을 뇌물로 받고 그 대가로 건축 인허가·토지 용도 변경 등 편의를 제공한 특정경제가중처벌법상 제3자 뇌물수수 혐의를 받는다. 구속영장 청구서에 이재명이 성남FC 관련 각 기업에서 받을 뇌물 액수를 직접 정했다고 적시됐다.

### 대북송금 혐의
경기도지사였던 2018년 이화영을 경기도 평화부지사로 임명하였고, 2019년부터 이화영과 공모해 김성태 쌍방울 그룹 회장에게 800만 달러(약 100억원)를 북한에 대납하도록 했다는 혐의를 받는다.
2024년 6월 7일 수원지방법원 형사11부(부장 신진우)는 쌍방울에 경기도의 스마트팜 사업비와 이재명 경기도지사 방북비용을 대납시키고 뇌물·정치자금을 받은 혐의로 기소된 이화영 전 경기도 평화부지사에게 징역 9년 6개월을 선고하였다.

### 위증교사
2018년 12월 김병량 전 성남시장의 수행비서였던 김진성에게 자신의 검사 사칭 사건 관련 공직선거법상 허위 사실 공표 혐의 재판에서 위증해달라고 요구한 혐의를 받는다.

### 백현동 개발사업 특혜 혐의
성남시장 시절 분당구 백현동 개발사업 과정에서 민간업자에게 특혜를 몰아줘 1356억원의 이익을 독차지하게 하고, 사업에 배제된 성남도시개발공사에 최소 200억원의 손해를 끼친 혐의를 받는다. 이재명의 성남시장 선거를 도운 김인섭에게 각종 인허가권을 행사해준 혐의를 받는다.
백현동 개발은 이재명이 성남시장일 때 분당구 백현동의 옛 한국식품연구원 부지에 아파트 단지를 조성한 사업이다. 민간 업자인 정바울 아시아디벨로퍼 회장은 이 부지를 매입하고, 2014년 성남시에 2단계 용도 상향을 요청했지만 거부됐다. 그런데 2015년 1월 이재명 성남시장 후보 선대위원장을 지낸 김인섭을 영입한 뒤 한번에 부지 용도가 4단계 상향이 됐다.
2023년 10월 서울중앙지검 반부패수사3부는 이재명을 특정경제범죄가중처벌법상 배임 혐의로 불구속 기소했다. 2014년 4월부터 2018년 3월까지 백현동 아파트 개발 사업 과정에서 브로커 김인섭의 청탁을 받고 민간 업자에게 단독 사업권을 줘 성남도시개발공사에 200억원 상당의 손해를 끼쳤다는 혐의다. 부지 용도 변경뿐 아니라 임대아파트 비율 축소, 불법 옹벽 설치, 기부채납 대상 변경 등 각종 특혜가 제공됐다고 봤다. 검찰은 이재명의 측근인 정진상 전 민주당 대표실 정무조정실장도 공범으로 기소했다.
김인섭은 백현동 개발사업 인허가 알선 대가로 부동산 개발업체 아시아디벨로퍼 정바울 회장에게서 77억원을 수수하고 5억원 상당의 함바식당 사업권을 받은 알선수재 등 혐의로 1심과 2심에서 징역 5년에 추징금 63억 5700여 만 원을 선고받았다.

### 경기도 법인카드 사적 유용 혐의
경기도청 7급 별정직 공무원 출신인 조명현이 이재명과 배우자 김혜경의 경기도 법인카드 사적 유용 의혹을 신고했다. 공익제보자 조명현은 2023년 10월 국회 국정감사에 참고인으로 출석하려 했으나 더불어민주당 반대로 무산됐다. 조명현은 국민권익위원회에 배우자의 법인카드 사적 유용을 묵인했다며 이재명도 함께 조사해달라고 신고했고, 그의 신고로 검찰과 경찰이 이재명에 대한 업무상 배임 혐의 수사를 진행했다. 검찰이 경기도청 압수수색 영장에 이재명을 업무상 배임 피의자로 명시했다.
이재명이 경기도지사 시절 7급 별정직 공무원에게 서울 강남구 청담동 미용실에 가서 사 오라고 시켰다는 일본제 샴푸가 2023년 10월 19일 국회 정무위원회의 국민권익위원회 대상 국정감사 현장에 등장했다. 정무위 소속 윤창현 의원은 공익제보자가 이재명 지시로 청담동 미용실에 가서 사 온 일제 샴푸 세트를 들고 "입으로는 반일 선동을 하면서 머리카락은 친일이냐?"라고 비판하며 스웨덴 사회민주당 정부 부총리 모나 살린이 정부의 신용카드로 개인용품을 구입한 사건 때문에 사퇴한 일을 언급했다.
2024년 11월 19일 수원지방검찰청 공공수사부는 경기도지사 시절 경기도 관용차를 사적으로 사용하고, 법인카드 등 경기도 예산으로 과일 및 식사 대금으로 지출하는 등 총 1억 653만원을 사적으로 사용한 혐의로 이재명을 기소했다.

### 친형 강제 입원 직권남용 및 공직선거 허위사실 유포
이재명은 경기도지사 취임 이후 형인 이재선을 정신병원에 강제 입원시키는 데 관여한 의혹을 받았다. 바른미래당은 2018년 6월 10일 방송토론 등에서 형을 정신병원에 강제입원시키려 한 사실과 배우 김부선 씨를 농락한 사실을 부인한 공직선거법상 허위사실공표죄로 고발하였고, 경기분당경찰서는 7월 11일 분당보건소를 압수수색하였다. 이후 7월 27일 추가 압수수색을 시행하였다. 2018년 10월 12일 경찰은 공직선거법 위반 고발 사건과 관련해 주거지와 사무실 압수수색을 진행하였다.
2018년 12월 11일 수원지검 남부지청은 친형 강제 입원 관련 직권 남용 권리 행사 방해 혐의로 기소했다. 2019년 4월 25일 검찰은 직권남용 권리행사방해 혐의에 대해 징역 1년 6월을 구형했다. 2019년 5월 16일 수원지법 성남지원 제1형사부는 직권남용 권리행사방해 혐의에 대해 1심 무죄를 선고했다. 한편 국민의힘 당대표 이준석이 정신건강학과 의사인 그의 여동생으로부터 이재선의 의료정보를 불법으로 넘겨받았다는 사실이 드러나면서 의료법 위반으로 여동생이 경찰의 수사를 받고 있다.
2019년 5월 재판부는 친형 강제 입원 혐의에 대해 "강제 입원을 지시했으나 분당보건소에서 반대하여 이후 지시를 취소했다"는 팩트와는 다르게 "이 지사가 친형 재선 씨 입원을 위해 직권을 행사한 뚜렷한 자료가 없다"며 직권남용 무죄 선고의 직접적 이유를 밝혔다.
1심에서 친형 정신병원 강제 입원 시도, 검사 사칭 사건 관련 발언, 대장동 개발 효과 과장 혐의에 대해 모두 무죄를 선고했다. 재판부는 친형 이재선에 대한 조치가 강제 입원이 아닌 강제 진단을 위한 조치라는 피고 측의 주장을 받아들였고, 시장으로서 할 수 있는 정당한 조치로 판단했다. 2심 재판부는 강제입원 시도 의혹에서 직권남용죄는 무죄 판결을 내렸지만 또 다른 혐의인 '강제입원 시도와 관련한 허위사실 유포'는 유죄로 판단했다.
대법원 전원합의체 판결에는 이 지사의 다른 사건 변호인이었다는 이유로 사건을 회피한 김선수 대법관을 제외하고 김명수 대법원장과 대법관 11명 등 12명이 참여했다.
그 과정에서 권순일 대법관이 ‘캐스팅보트’ 역할을 했다고 복수의 대법원 관계자는 전했다. 대법원 전합 선고의 경우, 통상 대법관 재직 기간이 짧은 대법관부터 최선임 대법관 순으로 의견을 제시하는데 당시 권순일 대법관이 최선임이었다. 김명수 대법원장 역시 무죄 판단을 하면서 최종 7대5로 무죄 선고가 확정됐다.

### 형수 욕설
이재명의 셋째형인 이재선은 2012년 이재명이 이재선의 부인인 형수 박인복과 집안 문제로 말다툼하는 과정에서 욕설을 했다며 전화 녹음파일을 언론 등에 공개했다. 수원지방법원 성남지원 제5민사부는 그해 8월 이재명 시장과 어머니 구효명이 이재선을 상대로 제기한 사생활에 관한 사적 대화 공개 금지 가처분신청을 받아들여, 위반 행위시 1회당 50만 원을 지급하라고 결정했다. 하지만 이재명 시장이 재선에 도전한 2014년 지방선거에 이어, 2017년 유력 대선주자로 떠오르면서 당시 편집된 대화 녹음파일이 다시 인터넷으로 퍼졌다.
이재명은 지난해 페이스북 등을 통해 형수에게 욕설한 사실은 인정하면서도, 당시 친모에게 폭행과 폭언을 한 친형과 이를 편드는 형수에게 항의하는 과정이었다고 해명했다. 이재명은 자신의 가족사까지 공개하면서, 이재선이 성남시장인 동생의 공적 권한을 이용해 사적 이익을 취하려 해 이를 막으려다 형제 간 갈등이 커졌다고 말했다.
2016년 11월 22일, 이재선은 페이스북을 통해 자신의 피의사건 중 존속상해 및 존속협박 혐의가 무혐의처리되었음을 공개하였고 형수 측은 이재명이 욕을 하게 된 계기라고 하는 친모 폭행 관련 사건이 발생한 시점은 2012년 7월 중순경이고, 이재명이 형수에게 욕설을 한 문제의 녹취는 2012년 6월 초중순경이므로 욕설을 하게 된 경위에 대한 이재명의 설명은 사실과 다르다는 입장을 밝혔다.

### 배우자의 조카 협박
이재명의 부인 김혜경과 형 이재선의 딸 이주영 간의 통화 녹취록이 인터넷에 공개되면서 논란이 되었다. 녹취록에 따르면 김혜경은 "내가 무슨 허위사실을 유포했느냐. 길거리 청소하는 아줌마한테도 그렇게는 문자를 안 보내겠다. 내가 길거리에 있는 노숙자 아줌마냐." "이년이 그냥, 좋다. 내가 여태까지 너희 아빠 강제입원 말렸는데 니네 작은아빠가 앞으로 하는 일은 너 때문인 줄 알아라"라며 폭언을 퍼부었다. 이는 과거 바른미래당 소속 경기도지사 후보 김영환이 김혜경의 녹취록을 가지고 있음을 언급하며 밝힌 대화내용과 상당부분 일치한다.

### 총각 사칭 불륜 의혹
김부선은 2007년 자신을 총각이라고 소개한 변호사 출신의 한 정치인과 데이트를 즐겼고 잠자리를 함께 했다고 고백했다. 이에 논란이 뒤따르자 관계를 부인했다.
2013년 4월 그녀의 페이스북에 '성남 가짜 총각'을 언급하였다 바로 삭제하였다. 2016년 1월 다시 같은 행위를 하자, 이재명은 김부선이 거짓말을 하고 있다는 취지로 장문의 글을 그의 페이스북에 올렸다.
이에 김부선은 사과하고 게시한 글을 내렸다. 그러자 이재명도 자신의 글을 삭제하였다. 이 과정에서 주진우 기자가 김부선에게 조언한 것이 2018년 지방선거 기간에 보도되었다.
2018년 6월 10일 지방선거를 이틀 앞두고 KBS 9시 뉴스 인터뷰를 통해 경기도지사 후보인 이재명과 부적절한 관계가 있었다고 주장했다. 이재명은 KBS의 이런 보도 행태가 언론의 중립성을 훼손했다고 비판하였다. 6월 7일 바른미래당은 이재명 후보를 공직선거법상 허위사실 공표혐의로 고발하였고, 이재명 측도 6월 26일 김영환 전 경기도지사 후보와 김부선을 공직선거법상 허위사실 공표죄로 서울 동부지검에 고발하였다.
분당경찰서는 11월 8일 이재명이 김영환과 김부선을 공직선거법으로 고발한 사건에 증거불충분 사유로 불기소의견으로 검찰에 송치하였고, 역시 12월 11일 바른미래당이 이재명을 고발한 건에 대해서도 공직선거법 위반을 입증할 만한 증거가 나오지 않아 불기소 처분하였다. 2019년 1월 9일, 이프레스 편집인 이완규를 대표로 하고, 시민 2019명으로 이루어진 가칭 '공익고발단'이 김부선, 공지영, 김영환, 이창윤 등 4명을 무고죄, 정보통신망법 위반, 명예훼손으로 서울중앙지검에 고발하였다.
2018년 9월 김부선은 "이재명이 나를 허언증 환자로 몰아 정신적·경제적 손해를 입었다"며 3억원 규모의 손해배상 청구소송을 제기했는데, 2022년 7월 "이재명은 패자이므로 민사소송을 취하해주겠다"는 글을 올리고 취하했다. 2023년 유동규 전 성남도시개발공사 기획본부장은 이재명이 김부선을 만나서 집에 바래다준 적이 있다고 한 발언을 폭로했다.

### 석사 논문 표절
이재명의 논문 표절 의혹은 2013년 9월 미디어워치 산하 연구진실성검증센터가 "논문의 50∼98%가 표절로 의심된다"고 제기하면서 촉발됐다. 그해 12월 성남시민사회단체협의회는 이 시장과 가천대에 해명을 요구했다. 이후 가천대는 연구윤리위 조사 절차를 진행했다. "5년이 지나 학칙상 심사할 근거가 없지만, 끈질긴 외부의 의혹 제기에 공적 기관으로서 대외신뢰도를 간과할 수 없다는 판단에서였다"는 게 가천대의 설명이다. 그 과정에서 "예비조사가 학칙에 반한다"는 이의제기가 있었으나 "외부의 정치적 공방으로 여론이 뜨거운 만큼, 본조사에서 '기간 도과' 해석도 가리는 게 좋다"는 의견이 대세여서 (12월 31일) 본조사로 넘겼다"는 설명을 덧붙였다.
논란이 되자 이재명은 2014년 1월 3일 "표절은 아니나 불필요한 정치적 동기로 인한 불필요한 논란에 휩싸이고 싶지 않다"는 취지로 '자진 반납' 의사를 가천대에 통보했다. 이에 가천대 연구윤리위는 그해 2월 24일 "본조사를 할 실익이 없다"고 판단하고 행정대학원에 학위 취소를 통보했다.
그러나 행정대학원은 같은 해 5월 27일 "원생의 희망에 의해 학위를 취소하기 위한, 학칙상 근거가 불분명하다"며 "본조사의 (학위 취소를 위한 확고한 표절 판정) 결과를 달라"고 연구윤리위에 반송하였고 결과적으로 논문은 유효한 상태가 됐다. 논문을 지도한 이영균(행정학과) 교수는 일부 인용과 출처를 명기하지 않았다는 주장에 대해 "이 논문의 핵심은 총체적으로 변호사이고 시민단체 리더였던 작성자의 경험과 현장자료 수집으로 작성된 것으로, 논문심사 당시의 적격판정을 뒤집을 정도는 아니다"라며 "당시의 특수대학원 석사 학위 논문의 일반적인 관행과 학문적 성취도 수준에 비춰 보더라도, 손색이 없는 논문으로 판단한다"고 말했다.

### 모녀 살인한 이재명 조카 변호
이재명의 조카 김대용(이재명 누나의 아들)이 2006년 결별을 요구한 여자친구 집을 찾아가 모녀를 칼로 37차례 찔러 잔인하게 살해하고, 부친은 5층에서 떨어져 중상을 입었던 계획 범죄 사건에서 조카를 심신미약 상태라고 변호했다. 이재명이 살인 사건을 '데이트폭력'이라고 표현한 것에 대해 살인 사건의 피해자 아버지는 "한 가정을 망가뜨린 살인 범죄에 대해 데이트 폭력이라니요. 15년이 지났지만 그 일만 생각하면 심장이 저릿저릿하다"며 분노했다.

### 장남 성매매 후기 작성
이재명의 장남 이동호가 이재명 어머니 발인 다음 날 마사지 업소 성매수 후기를 남겼다.

### 장남 상습도박 및 음란문언 전시
이재명 장남 이동호는 2019년 1월 6일부터 2021년 12월 14일까지 자신의 주거지 등에서, 해외에 서버를 두고 있는 온라인 포커 사이트인 'A', 'B', 'C'에 접속한 후, 위 사이트의 회원 또는 게임머니 거래상에게 대금을 입금하여 게임머니를 구입하거나 위 사이트에서 게시한 도금 충전계좌에 대금을 입금하여 게임머니를 충전하는 방식으로, 총 707회에 걸쳐 함께 232,299,500원을 입금하여 게임머니를 충전한 다음, 포커 카드 52장을 이용하여 플레이어에게 개별적으로 나눠주는 카드 2장과 모든 플레이어들이 공유하는 5장을 조합하여 가장 높은 족보를 가진 플레이어가 승리하는 방식의 속칭 '홀덤' 도박을 하였다.
이로써 이동호는 상습으로 도박을 하였다(상습도박).
이동호는 인터넷 포커 커뮤니티 사이트 'D'에서 '나○○○○' 또는 '다○○○○'이라 는 닉네임으로 활동하는 사람으로 2019년 6월 23일 00:20경 자신의 주거지 등에서, 위 D 사이트에 접속하여, 불상자가 작성한 게시글에 대해 "아니 난 단지 너의 후장을 원해"라는 댓글을 게시한 것을 비롯하여 그 때부터 2021년 10월 27일까지 총 4회에 걸쳐 정보통신망을 통하여 음란한 문언을 공공연하게 전시하였다.(정보통신망이용촉진및정보보호등에관한법률위반(음란물유포)).
2024년 6월 18일 수원지방검찰청은 이동호를 상습도박, 정보통신망이용촉진및정보보호등에관한법률위반(음란물유포) 죄로 수원지방법원에 약식기소했다.
2024년 10월 31일 수원지방법원 형사38단독은 이동호에게 상습도박, 정보통신망이용촉진및정보보호등에관한법률위반(음란물유포) 죄로 벌금 500만원을 선고했다.

### 관계자 사망
이재명과 관련된 각종 의혹의 수사 과정에서 업무적 또는 정치적으로 관계가 있던 측근 6명이 사망했다.
2021년 12월 10일 유한기 전 성남도시개발공사 개발사업본부장이 경기도 고양시의 아파트 화단에서 숨진 채 발견됐다. 유한기는 2014년 한강유역환경청에 대한 대장동 개발사업 환경영향평가 관련 로비 명목으로 남욱 변호사(천화동인 4호 소유주)와 정영학 회계사(5호 소유주) 등 대장동 사업자들로부터 뇌물 2억원을 수수했다는 의혹을 받았다.
2021년 12월 21일 대장동 개발 비리 수사를 받던 김문기 성남도시개발공사 개발사업 1처장이 자신의 사무실에서 숨진 채 발견됐다. 2021년 12월 24일 김문기의 발인 날 이재명이 산타 옷을 입고 춤추는 모습을 공개하자 김문기의 어머니와 유족은 분노했다. 김문기의 아들은 이재명을 향해 "8년 동안 충성을 다하며 봉사했던 아버지의 죽음 앞에 어떠한 조문이나 애도의 뜻도 비치지 않았다"고 비판한 뒤 이재명과 김문기가 마주 앉아 식사하는 사진 등을 공개하며 "왜 아버지를 모른다고 거짓말 하는지 궁금하다"고 직격했다.
2022년 1월 11일 변호사비 대납 의혹을 제기했던 이병철이 서울 양천구의 모텔에서 시체로 발견되었다. 이병철은 2018년 이재명의 공직선거법 위반 사건을 맡았던 검사 출신 변호사가 수임료 명목으로 현금 3억원과 3년 후에 팔 수 있는 상장사 주식 20억여 원을 받았다는 사실을 입증할 녹취록이 있다며 이재명의 변호사비 대납 의혹을 최초로 제보한 증인이다.
2022년 7월 26일 법인카드 유용 의혹 관련해 조사 중이던 40대 참고인이 수원시 영통구 자택에서 숨진 채 발견됐다.
2023년 3월 9일 이재명 경기도지사 비서실장을 지낸 전형수가 자택에서 사망한 채로 발견되었다. 경기주택도시공사(GH)가 이재명의 옆집을 임대했을 때 전형수는 경영기획본부장으로서 합숙소의 운영·관리를 총괄했으며, 2019년 이재명 경기도지사 비서실장으로서 김성태 쌍방울 회장의 모친상에 조문을 갔다. 전형수의 유서에는 "이재명 대표는 이제 정치를 내려놓으십시오. 함께 일한 사람들의 희생이 더 이상 없어야지요. 현재 진행되는 검찰 수사 관련 본인 책임을 다 알고 있지 않습니까"라는 내용이 담겼다.
더불어민주당 당내 대선 후보 경선 과정에서 이재명의 경쟁 후보인 이낙연을 조직적으로 비방했다는 의혹을 받은 진유철 전 경기도 교통연수원 사무처장이 2024년 10월 10일 강원도 고성군 간성읍 동호해변에서 물에 빠져 사망했다.

### 성남시의회 의원 명예훼손
2018년 7월 4일 성남중원경찰서는 이재명을 정보통신망이용촉진및정보보호등에관한법률위반(명예훼손), 모욕 혐의로 기소의견으로 검찰에 송치하였다. 2017년 9월 성남시장으로 재직하던 이재명은 성남시 의회 임시회 본회의에 상정한 29억여 원의 고교 무상교복 예산안이 부결되자, 다음 날 페이스북에 ‘무상교복 네 번째 부결한 성남시 의원들이십니다’라는 제목의 글과 함께 상임위원회에서 반대한 의원 8명의 이름과 지역구를 공개했다. 2018년 7월 4일 성남중원경찰서는 이재명을 정보통신망이용촉진및정보보호등에관한법률위반(명예훼손), 모욕 혐의로 기소의견으로 검찰에 송치하였다.
2018년 12월 수원지검 성남지청은 이재명 지사가 성남시장 시절 야당 시의원 명단을 공개한 것에 대해 제기한 고소사건을 불기소 처분했다.

### 성남 철거민 폭행
변호사로 활동하던 시절 이재명은 판교 철거민들에게 LH 아파트 입주권을 받아주겠다며 변호를 맡았는데 패소하였다. 법원은 성남시 촬영 항공사진 감정 결과, 철거민들이 개발 고시 이후에 집을 지었고 대가를 바랐을 가능성이 있기 때문에 입주권을 주는 것은 불가하다고 판단하였다. 이후 성남시장이 된 이재명은 철거를 예정대로 진행하였고 이 과정에서 충돌이 벌어졌다.
이재명 측은 판교 철거위의 시위에 대해 공용 기물손상, 상해, 공무집행방해, 집시법 위반 혐의, 집단 폭행 등의 혐의로 고소하였고 사건 직후 손가락이 부러졌다면서 오른손 전체에 깁스를 한 채로 한겨레신문과 인터뷰를 하였으며 그 인터뷰는 '철거민의 단체폭력은 민주주의 파괴'라는 제목으로 보도되었다.
그러나 이 사건 현장을 촬영한 동영상이 경찰에 제출되면서 철거민들은 한 명을 빼고는 모두 폭행에 관해 무혐의 처분을 받았고 그 한 명도 구속 영장이 기각되었다. 2011년 성남시의회 본회의에서 사건의 원본 동영상을 공개됐는데 철거민으로 추정되는 한 사람은 공무원들에 의해 떼어졌고 이 시장은 그들에게 손가락질을 하며 ‘현행범이니까 경찰 불러서 다 구속시키라’라고 소리쳤다. 동영상 속에서 자연스럽게 행동했음에도 불구하고 정작 다치지 않은 손에 깁스를 한 채로 철거민을 가해자로 둔갑시켰다는 비판이 일었다. ‘인권뉴스’는 동영상 판독을 통해 이 문제를 집단폭행이 아닌 한 철거민의 우발적 사고라는 견해를 밝혔다.

### 헬기 이송 특혜
2024년 1월 2일 오전 10시 25분경 부산광역시 강서구 대항동 가덕도 신공항 부지 방문 후 차량으로 이동하는 과정에서 충남 아산에 거주하는 1957년생 김모씨에게 목 부위를 흉기로 습격당했다. 오전 10시 47분에 도착한 구급차에 실려 간 뒤 헬기로 오전 11시 13분에 부산대학교병원 권역외상센터로 이송됐다. 외상 담당 의료진으로부터 응급 검사와 응급 처치를 받았고, 오후 1시께 헬기 편으로 서울대학교병원으로 이송됐다.
서울대병원 의료진은 2일 오후 4시 20분께부터 1시간 40분간 이재명 수술을 진행했으며 혈관 재건술을 시행했다. 집도의인 민승기 서울대병원 이식혈관외과 교수에 따르면 이재명의 상처는 흉쇄유돌근 위 1.4cm의 자상이라고 밝혔다. 민 교수는 "근육을 뚫고 그 아래 있는 내경정맥 60％ 정도가 예리하게 잘려 있었고 핏덩이가 고여 있었다. 다행히 경동맥이나 주위 뇌신경·식도·기도 손상은 관찰되지 않았다."고 했다.
1월 4일 부산시의사회는  이재명 대표가 부산대학교병원에서 서울대학교 병원으로 전원한 것을 두고 지역 의료계를 무시하고 의료전달체계를 짓밟은 행위라고 규탄하는 성명을 발표했으며, 서울시의사회•광주시의사회도 이를 특권이라고 비판하는 성명을 발표했다. 이에 대해 부산소방본부는 부산대병원과 서울대병원이 전원에 합의한 상태였고, 이 대표가 헬기 출동 기준에 해당한다고 판단해 이송했다고 밝혔다.

### '세월호 실소유주 국정원' 주장
이재명 시장은 2014년 12월 28일 자신의 페이스북을 통해 '나는 국정원이 세월호의 실소유자라고 확신한다'라는 주장을 펼쳐 괴담 유포 논란에 휩싸였다. 이 시장은 이 주장의 근거로 먼저 선박 화장실 휴지에 직원휴가까지 지적하는 것은 국정원이 소유자가 아니면 이해할 수 없으며, 두 번째는 세월호 사고 당시 해군과 해경 같은 국가기관이나 소유회사가 아닌 국정원에게 보고했다는 점을, 세 번째는 선박 투자 경력이 있는 양우공제회를 이유로 들었다. 이재명 시장은 "국정원 기조실장이 이사장을 맡고 국정원 현직 직원들이 운영하는 근거도 없는 투자기관으로 모든 운영사항이 비밀로 취급된다"고 양우공제회에 대해 설명했다.
해당 의혹과 비슷하게 그해 7월 세월호참사 가족대책위가 "세월호에서 발견된 업무용 노트북에서 국정원이 세월호 관리에 깊이 개입한 것으로 보인다"는 주장을 내놓았으나 10월 6일 검찰은 국정원은 국정원법, 보안업무규정 등 관련 법령에 근거해 보안 업무를 수행했을 뿐이라며 이 의혹을 반박했다.
한편 시민단체 <정의로운 시민행동> 은 '이 시장이 세월호 참사와 관련, SNS를 통해 입증되지 않은 허위사실을 날조 및 유포한 혐의가 분명하다'며 서울중앙지검에 고발장을 제출했으며 이 시장은 하태경 의원과 SNS를 통해 설전을 벌이기도 했다.

### 19대 대선 수개표 요구
19대 대선을 앞두고 이재명 시장은 2012년 대선을 부정선거라 주장하며 투표소를 수개표할 것을 요구했다. 그는 자신의 SNS를 통해 "지난 대선은 3.15 부정선거를 능가하는 부정선거였다. 국가기관의 대대적 선거개입에 개표부정까지…. 많은 국민이 전산개표 부정 의심을 하고 있고 그 의심을 정당화할 근거들이 드러나고 있으니 투표소 수개표로 개표부정을 원천 차단해야 한다"고 의혹을 제기하였다. 이에 중앙선관위는 보도자료를 통해 "개표 부정은 결단코 없었고, 있을 수도 없었다"며 "객관적 근거 없이 일부 주장만 듣고 개표 부정 의혹을 제기해 선거 공정성에 대한 국민 신뢰를 저해하는 행위는 강력히 대응하겠다. 제 18대 대선 개표는 법 규정에 따라 투명하고 공정하게 진행해 어떤 부정도 없었으며 개표 현장을 참관인과 언론에 공표하고, 개표 의혹 투표 이미지 파일 공개 등을 통해 개표 과정에 문제가 없음을 입증했다"고 밝혔다. 그러나 문재인 대통령이 제19대 대통령에 당선된 시점에서 18대 대선이 부정개표였다는 조사결과는 나오지 않고 있으며, 이재명은 아직 자신의 의혹제기에 대해 별다른 의견을 내놓지 않고 있다.

### 경기도지사 당선 인터뷰 태도
경기도지사 당선 확정 직후 이재명은 JTBC와의 인터뷰에서 "저에게 부여된 역할, 또 제가 (도지사로서) 책임져야 될 부분들에 대해서 확고하게 책임지도록 노력하겠다"라는 자신의 당선소감에 대해, 앵커가 교묘하게 말을 살짝 바꿔서, 김부선 스캔들 의혹 질문 후에 "'책임질 부분이 있다면' 책임을 지겠다는데 구체적으로 어떤 뜻에서 하신 얘기냐"라며 왜곡된 질문을 하자 "나는 '책임질 부분이 있으면' 이라고 가정해서 말한 적 없다. 본인이 그렇게 생각하고 있는 것 아니냐"라며 신경전을 벌였다.
이후 이재명은 대변인에게 "이 인터뷰 하고 더 받지 말라. 엉뚱한 이야기를 자꾸 해대니 인터뷰를 여기까지만 하고 죄다 취소하라. 이것도 인터뷰하다가 딴 얘기 나오면 그냥 끊어버릴 거다. 예의가 없다”라며 격앙된 반응을 보였다. 이후 MBC와의 인터뷰가 진행되었으나, "선거 막판의 여러 가지 어려움을 겪으셨다. 앞으로 도지사가 되시면..."이라는 말이 나오자 즉각 이어폰을 빼고 인터뷰를 종료했다. 생방송 도중 일방적으로 인터뷰를 거부한 것은 공인으로서 언론의 마땅한 역할을 이해하지 못한 처사라는 비판이 잇따랐다.

### 커피 원가 120원 발언 논란
2025년 5월 16일, 전북 군산 유세 도중 커피 원가가 120원이라고 발언하여 논란이 되었다.
그러나 이 발언은 2019년 경기도지사 재임 당시 계곡 불법 영업을 정리하는 과정에서 당시 커피 원가로 적용하여 한 말이었다.
국민의힘은 이 후보의 발언을 일제히 비판했다. 김문수 대선 후보는 이날 SNS에 “자영업자들을 마치 폭리를 취하는 악덕사업자로 보면서 민생 경제를 살린다는 것은 어불성설”이라며 “이 후보는 즉각 사과부터 하라”고 했다. 김용태 비상대책위원장도 “커피믹스 한 봉지도 120원이 넘는 시대인데 인건비, 임대료, 카드 수수료에 시달리며 하루 12시간씩 서서 일하는 사람들을 폭리 취하는 장사꾼처럼 몰아갔다”며 “이 후보의 발언에 커피로 생계를 이어가는 수많은 자영업자가 가슴을 쳤다”고 썼다. 한동훈 전 대표도 페이스북에 “자영업자 표적으로 포퓰리즘 공격하는 걸 보니, 이제 곧 이재명 민주당은 ‘커피 특검’하고 ‘자영업자 줄탄핵’하겠다”고 했다.
개혁신당 이준석 대선 후보는 이날 “어렵게 하루하루 생업을 유지하시는 자영업자들 눈에 피눈물 나게 하는 발언을 그렇게 아무렇지도 않게 쉽게 하면 안 된다”며 “이재명이 집권한다면 만들어질 세상은 그렇게 무서운 곡학아세의 세상”이라고 지적했다.

### 우리 북한 김정일·김일성의 노력 발언 논란
2024년 1월 19일, 서울 여의도 국회에서 열린 최고위원회의에서 “(김정은의) 선대들, 우리 북한의 김정일·김일성 주석의 노력들이 훼손되지 않도록 애써야 할 것”이라고 발언하여 논란이 됐다.
국민의힘 홍석준 의원은 자신의 페이스북에 이 대표의 이 발언을 보도한 기사를 공유하면서 “‘우리 북한’은? 단순한 말실수일까”라며 “‘김일성·김정일의 노력을 폄훼하면 안 된다’라는 것을 보면 실수가 아닌 것 같다”고 썼다. 이어 “김일성, 김정일이 한반도 평화에 무슨 노력을 했나”라며 “북한에는 하염없이 저자세로 일관하는 것은 민주당의 뿌리 깊은 대북 DNA인 것 같다”고 했다. 하태경 의원도 “김일성, 김정일이 평화의 사도가 아니라 한반도 평화의 최대 위협이었다는 건 초등학생도 다 아는 상식”이라며 “이 대표는 어느 별에서 왔나”라고 했다. 국민의힘 김예령 대변인은 “우리 국민에게 위해를 가해온 북한의 독재자들을 ‘우리 김일성’ ‘우리 김정일’이라고 부르는 것에 가슴이 떨린다”며 “이 대표는 누가 우리의 주적인지 제대로 피아식별하시길 바란다”고 했다.

### 호텔경제학
‘호텔에 여행객이 10만원 예약금을 지불하면 돈이 마을을 순환하고, 여행객이 예약을 취소해 돈을 도로 받아가도 경제는 활성화된다‘라는 주장을 지속적으로 하여 이재명 후보의 경제관에 대해 논란이 제기되었다.
이에대해 중앙선거관리위원회 주관 TV토론회에서 이준석 후보는 “(이재명 후보 발언은) 돈이 사라지지 않고 계속 돈다는 것”이라며 “무한동력이냐”고 따져 물었다. 이재명 후보는 “극단적인 예를 들어본 것”이라며 “왜 그렇게 단순하냐”고 반박했다. 이준석 후보는 재차 “현대통화이론이라고 하는데 그 모델이 적용된 곳은 짐바브웨나 탄자니아”라며 “지도자로서 적절하지 않은 경제정책”이라고 재차 따졌다.

### 짐 로저스에 대한 이재명 지지 허위사실 공포
개성공단 기업대표단이 2025년 5월 29일 민주당 선대위 총괄선거대책본부 국제협력단 공동단장인 이재강 의원이 국회에서 주최한 회견에서 로저스 회장이 이 후보를 지지했다고 주장했다. 이재명 후보도 이튿날 페이스북에 "짐 로저스의 지지 선언을 들었다. 그는 평화에 투자하자고, 미래에 투자하자고, 그래서 대한민국에 투자해야 한다고 말했다"고 적었다. 그러면서 "'평화는 단순히 정치 문제가 아닌 경제 전략'이며 '대한민국이 동북아의 무역·금융·혁신 허브로 도약할 때'라는 그의 말에 전적으로 동감한다"고 했다.
그러나 이는 허위사실이라는 의혹이 발생했다.
짐 로저스와 이메일 인터뷰 기사를 실은 한국경제에 따르면"로저스 회장은 전날 한국경제신문과 이메일 인터뷰에서 '이 후보를 지지하는 편지를 작성하거나, 그 작성에 동의한 적 있느냐'는 질문에 '아니다. 그런 적 없다'(No, I did not)이라고 답했다"면서 "이 후보에 대한 지지 선언을 '완전한 사기'(complete fraud)라고 표현한 적 있느냐는 물음에는 '나는 누구도 지지한 적이 없고, 그런 주장에 대해서는 아무것도 모른다"(I have not endorsed anyone there and do not know anything about such claims)고 했다"고 보도했다. 이는 법률적인 책임을 가지는 지지인 endorse와 일상적 법률의 지지인 support의 차이를 이해하지 못하고 질문해서 일어난 해프닝이었다.
| “ | I have not issued any endorsement at all. The statement was issued by Paul Song who I met briefly several years ago. | ” |
|   | — 짐 로저스, 짐 로저스 로저스홀딩스 회장이 2025년 6월 1일 본지에 보낸 이메일 일부.                                   |   |

이메일에 언급된 Paul Song은 송경호 교수로, 영국 동포이며 평양과기대의 교수라고 한다.
국민의힘 장동혁 선대위 종합상황실장은 2일 긴급 기자회견을 열고 로저스가 이재명 후보 지지 선언을 한 적 없다고 했다는 보도를 인용하며 “전 국민이 국제적 망신을 당하게 됐고, 국제사회에서 대한민국의 신뢰가 추락됐다”며 “국제사기 대선 후보, 보이스피싱 대선 후보”라고 주장했다. 이어 “이재명 후보가 주가 5000(코스피 5000)을 공약으로 내걸었는데, 이런 식으로 5000을 공약한 것인가”라며 “반드시 수사가 필요하다”고 덧붙였다. 그러면서 “마치 보이스피싱 사기 범행에 속아서 돈을 입금했는데, 보이스피싱 범죄자가 그 돈을 인출하는 현장에서 검거된 것과 같은 상황”이라며 “이 정도 거짓말을 했으면 후보 사퇴하는 게 맞다”고 압박했다.
국민의힘 권성동 원내대표도 2일 페이스북을 통해 “이재명 사기 범죄 세력이 국내에서 하던 버릇을 못 고치고 기어이 국제 망신 대형사고를 친 것”이라고 주장했다. 국민의힘 김용태 비상대책위원장은 전날 페이스북에 “유명인 명의를 도용한 투자 사기와 뭐가 다르냐”고 했다.
국민의힘 이종배 서울시의회 의원은 2일 이재명 후보를 공직선거법상 허위사실 공표 혐의로 고발할 예정이라고 1일 밝혔다. 그는 지난달 30일 이재명 후보의 페이스북 글을 문제 삼았다. 이재명 후보는 해당 글에서 “짐 로저스의 지지 선언을 들었다”며 “그는 평화에 투자하자고, 미래에 투자하자고, 그래서 대한민국에 투자해야 한다고 말했다. ‘평화는 단순히 정치 문제가 아닌 경제전략’이며 ‘대한민국이 동북아의 무역·금융·혁신 허브로 도약할 때’라는 그의 말에 전적으로 동감한다”고 썼다.
이준석 개혁신당 대선 후보도 페이스북에 "그냥 거짓말이 일상화돼 있다"며 "어떻게 국민을 상대로 이런 거짓말을 한단 말이냐"고 비판했다. 이어 "저 발표 이후 주식시장의 변동이 있었다는데 맞다면 주가조작 세력과 결탁한 것을 수사해봐야 한다"며 "이 후보가 대통령이 되면 그냥 이런 꾼들이 계속 등장할 것 같다"고 말했다.

## 학력
- 1977년 삼계국민학교 졸업
- 1978년 중학교 졸업 학력 검정고시
- 1981년 고등학교 졸업 학력 검정고시
- 1986년 중앙대학교 법과대학 법학 학사
- 2005년 경원대학교 행정대학원 행정학 석사

## 경력
- 1986. 7. 제28회 사법시험 합격
- 1987. 변호사 실습, 수원지방검찰청 성남지청 판사 시보, 대구지방검찰청 안동지청 검사 시보
- 1989. 사법연수원 18기 수료
- 1989. 5. 민주사회를 위한 변호사모임 국제연대위원
- 2003. 성남 참여연대 집행위원장
- 2004. 성남시립병원설립추진위원회 공동대표
- 2004. 국가청렴위원회 성남부정부패신고센터 소장
- 2005. 8. 열린우리당 입당
- 2006. 4. ~ 2006. 5. 제4회 전국동시지방선거 경기 성남시장 열린우리당 후보
- 2007: 정동영과 통하는 사람들 공동대표
- 2007. ~ 2008. 대통합민주신당 부대변인
- 2007. 11. ~ 2007.12. 제17대 대통령 선거 대통합민주신당 정동영 대통령 후보 선거대책위원회 비서실 수석부실장, 서민인권특별위원회 위원장
- 2008. 2. ~ 2008. 3. 제18대 국회의원 선거 경기 성남시 중원구 통합민주당 국회의원 예비후보
- 2008. 3.~2008. 4. 제18대 국회의원 선거 경기 성남시 분당구 갑 통합민주당 국회의원 후보
- 2008. ~ 2010. 민주당 경기도당 성남시 분당구 갑 지역위원회 위원장
- 2008. ~ 2010. 민주당 부대변인
- 2010년 6월 2일: 제5회 전국동시지방선거 당선(민선 5기, 경기도 성남시장, 민주당, 초선)
- 2010. 6. ~ 2014. 6. 제19대 경기도 성남시장(민선 5기, 민주당→민주통합당→민주당→새정치민주연합, 초선)
- 2012. 6. 민주통합당 기초자치단체장 협의회 의장
- 2014년 6월 4일: 제6회 전국동시지방선거 당선(민선 6기, 경기도 성남시장, 새정치민주연합, 재선)
- 2014. 7. ~ 2018. 3. 제20대 경기도 성남시장(민선 6기, 새정치민주연합→더불어민주당, 재선)
- 2017. 3. ~ 2017. 4. 제19대 대통령 선거 더불어민주당 경선 후보(최종 3위)
- 2018년 6월 13일: 제7회 전국동시지방선거 당선(민선 7기, 경기도지사, 더불어민주당, 초선)
- 2018. 7. ~ 2021. 10. 제35대 경기도지사(민선 7기, 더불어민주당, 초선)
- 2019. 7. ~ 2020. 8. 제14대 전국시도지사협의회 부회장
- 2020. 8. ~ 2021. 10. 한국상하수도협회 부회장
- 2021. 7. ~ 2021.10. 제20대 대통령 선거 더불어민주당 경선 후보(최종 1위)
- 2021. 10. ~ 2022. 3. 제20대 대통령 선거 더불어민주당 후보
- 2022. 3. ~ 2022. 8. 더불어민주당 상임고문
- 2022년 6월 1일: 2022년 6월 재보궐선거 당선(인천 계양구 을, 더불어민주당, 초선)
- 2022. 6. ~ 2025. 6. 더불어민주당 인천광역시당 계양구 을 지역위원회 위원장
- 2022. 8. ~ 2024. 6. 제6대 더불어민주당 당대표
- 2022. 8. ~ 2024. 6. 제21대 민주연구원 이사장
- 2022. 8. ~ 2024. 8. 더불어민주당 인재위원회 위원장
- 2022. 8. ~ 2025. 4. 더불어민주당 기본사회위원회 위원장
- 2022. 8. ~ 2025. 6. 더불어민주당 자치분권정책협의회 의장
- 2024년 4월 10일: 대한민국 제22대 국회의원 선거 당선(인천 계양구 을, 더불어민주당, 재선)
- 2024. 8. ~ 2025. 4. 제7대 더불어민주당 당대표
- 2024. 8. ~ 2025. 4. 제23대 민주연구원 이사장
- 2025. 4. 제21대 대통령 선거 더불어민주당 경선 후보(최종 1위)
- 2025. 4. ~ 2025. 6. 제21대 대통령 선거 더불어민주당 후보
- 2025년 6월 3일: 제21대 대한민국 대통령 당선
- 2025. 6. ~ 제21대 대한민국 대통령

## 의정 활동
- 2022. 06.~2024. 05.: 제21대 국회의원(인천 계양구 을, 더불어민주당, 초선)
  - 2022. 06~2024. 05: 제21대 국회 후반기 국방위원회 위원
- 2024. 05~2025. 06.: 제22대 국회의원(인천 계양구 을, 더불어민주당, 재선)
  - 2024. 06.~2025. 06.: 제22대 국회 전반기 외교통일위원회 위원

## 수상
- 성남NCC 인권위원회 인권상
- 2012년 포브스 글로벌 CEO 대상(글로벌 도시 브랜드 부문)
- 2013년 동아일보 대한민국 경영대상(윤리경영부문)
- 2013년 한국경제매거진 대한민국 소통경영
- 2013년 매경미디어그룹 대한민국 창조경제 리더
- 2013년 중앙일보 한국을 빛낸 창조경영대상
- 2013년 TV조선 한국의 영향력 있는 CEO
- 2014년 포브스 최고경영자 대상(시민중심경영 부문)
- 2014년 동아일보 대한민국 경영대상(윤리경영부문)
- 2014년 TV조선 경영대상 지역혁신 경영대상
- 2014년 한국경제신문 대한민국 미래창조 경영대상 투명경영부문 대상 성남시 수상
- 2014년 중앙일보 대한민국 경제리더 대상(사회책임경영 부문)
- 2014년 매니페스토 약속대상 우수상
- 2014년 대한민국 경제리더 대상(사회책임경영부문)
- 2014년 시사저널, 미디어리서치 가장 영향력 있는 차세대 리더 100인
- 2014년 제3회 대한민국 실천 대상(지역발전 부문)
- 2014년 동아일보 한국의 최고경영인상(리더십경영 부문)
- 2014년 대한민국 CEO 리더십 대상(공유가치경영 부문)
- 2015년 TV조선 한국의 영향력 있는 CEO(사회책임경영 부문)
- 2015년 대한민국 소비자대상(소비자행정 부문)
- 2015년 헤럴드경제 대한민국 미래경영대상(의정행정 부문)
- 2015년 전국 기초자치단체장 매니페스토 최우수(사회적경제 부문)
- 2015년 대한민국 경영대상(사회공헌경영 부문)
- 2016년 세계자유민주연맹 자유장
- 2016년 대한민국 CEO경영 대상 일자리 창출 경영 부문 대상
- 2016년 전국 기초자치단체장 매니페스토 우수사례 경진대회 최우수(청년문제해소 부문)
- 2016년 전국 기초자치단체장 매니페스토 우수사례 경진대회 최우수(소식지 부문)
- 2017년 전국 기초자치단체장 매니페스토 우수사례 경진대회 최우수(도시재생 부문)
- 2017년 올해의 브랜드 대상(소통참여도시 부문)
- 2017년 올해의 브랜드 대상(정책 부문)
- 2019년 한국지방자치학회 전국 지방자치단체 평가 광역도 부문 1위(경기도)
- 2019년 한국매니페스토실천본부 전국 시·도지사 공약실천계획서 평가 SA등급
- 2020년 한국매니페스토실천본부 전국 시·도지사 공약이행 및 정보공개 평가 SA등급
- 2020년 한국공공정책평가협회·한국거버넌스협회 2020년 전반기 우수행정 및 정책사례 선발대회 광역지방정부부문 최우수상(경기도)
- 2021년 제7회 소비자권익증진상(지자체장 부문)
- 2021년 한신대학교 제27회 한신상
- 2023년 제25회 백봉신사상 신사의원 베스트 10
- 2025년 미국 타임 2025 가장 영향력있는 100인
- 2025년 대한민국 무궁화대훈장

## 저서
- 《고난을 통해 희망을 만들다》, 청동거울(2010) ISBN 9788957491287
- 《오직 민주주의, 꼬리를 잡고 몸통을 흔들다》, 리북(2014) ISBN 9788997496211
- 《이재명, 대한민국 혁명하라》, 메디치미디어(2017) ISBN 9791157060771
- 《이재명은 합니다》, 위즈덤하우스(2017) ISBN 9788960863255
- 《함께 가는 길은 외롭지 않습니다》, 위즈덤하우스(2022) ISBN 9791168123281
- 《결국 국민이 합니다》, 오마이북(2025) ISBN 9788997780624

### 공저
- 《이재명의 굽은 팔 (굽은 세상을 펴는 이재명의 삶과 공부)》, 김영사(2017) ISBN 9788934977193
- 《대통령의 7시간 추적자들》, 북콤마(2017) ISBN 9791187572022
- 《이재명의 나의 소년공 다이어리》, 팬텀북스(2021) ISBN 9791161691749
- 《그 꿈이 있어 여기까지 왔다》, 아시아(2022) ISBN 9791156625889

## 가족
- 조부: 이상하(李相夏, 1906~1982)
- 조모: 예안 이씨(禮安 李氏, 1907~1998)
  - 부: 이경희(李敬熙, 1931~1986)
- 외조부: 구두회(具斗會, 1895~1968)
- 외조모: 평산 신씨(平山申氏, 1896~1980)
  - 모: 능성 구씨 좌정승파[129] 구효명(具孝明, 1931~2020)
    - 형: 이재국(李在國, 1953~)
    - 누나: 이재순(李在順,1956~)
    - 형: 이재영(李在榮, 1957~)
    - 형: 이재선(李在善, 1959~2017)
    - 여동생: 이재옥(李在玉, 1965~2014)
    - 남동생: 이재문(李在文, 1966~)

  - 장인: 김종진(金宗鎭)
  - 장모: 창녕 조씨(昌寧 趙氏)
    - 아내: 신 안동 김씨 김혜경(金惠京, 1966~)[130]
      - 장남: 이동호(李東鎬, 1992~)
      - 차남: 이윤호(1993~)

## 역대 선거 결과
|  | 23.75% |

|  | 33.23% |

|  | 51.16% |

|  | 55.05% |

|  | 56.40% |

|  | 47.83% |

|  | 55.24% |

|  | 54.12% |

|  | 49.42% |

## 소속 정당
| 소속 정당 | 소속 정당      | 소속 기간 | 비고           |
| --------- | -------------- | --------- | -------------- |
|           | 열린우리당     | 2005~2007 | 입당 정계 입문 |
|           | 대통합민주신당 | 2007~2008 | 합당           |
|           | 통합민주당     | 2008      | 합당           |
|           | 민주당         | 2008~2011 | 당명 변경      |
|           | 민주통합당     | 2011~2013 | 합당           |
|           | 민주당         | 2013~2014 | 당명 변경      |
|           | 새정치민주연합 | 2014~2015 | 합당           |
|           | 더불어민주당   | 2015~현재 | 당명 변경      |

## 방송 출연
- 《MBC 뉴스데스크》, MBC(1998년 3월 16일, 1998년 4월 22일, 1998년 10월 27일, 1999년 9월 12일, 2001년 10월 19일, 2002년 5월 5일, 2006년 2월 10일, 2006년 2월 28일, 2010년 2월 19일, 2020년 7월 28일, 2021년 12월 30일)
- 《생방송 화제집중》, MBC(2000년 4월 3일)
- 《KBS 뉴스 9》, KBS1(2001년 10월 18일, 2001년 10월 19일, 2001년 10월 22일, 2002년 5월 4일~5일, 2002년 5월 7일, 2002년 5월 9일, 2022년 1월 3일)
- 《심야 스페셜》, MBC(2004년 7월 6일)
- 《취재파일 4321》, KBS1(2004년 12월 12일)
- 《KBS 뉴스광장》, KBS1(2005년 1월 24일, 2009년 10월 10일)
- 《사과나무》, MBC(2005년)
- 《MBC 뉴스투데이》, MBC(2010년 2월 17일)
- 《KBS 아침뉴스타임》, KBS2(2010년 7월 1일)
- 《모닝와이드》, SBS(2016년 8월 13일, 2016년 9월 21일)
- 《썰전》, JTBC(2016년 7월 21일, 2017년 2월 15일, 2017년 12월 22일)
- 《양세형의 숏터뷰》, SBS(2016년 11월 3일)
- 《말하는대로》, JTBC(2017년 1월 3일)
- 《대선주자 국민면접》, SBS(2017년 2월 14일)
- 《TV 동물농장》, SBS(2017년 3월 5일)
- 《동상이몽 2 - 너는 내 운명》, SBS(2017년 7월 10일~9월 18일)
- 《어쩌다 어른》, tvN(2017년 12월 7일)
- 《MBC 100분 토론》, MBC(2019년 5월 1일, 2020년 3월 26일, 2020년 6월 11일, 2020년 9월 10일, 2022년 1월 6일, 2025년 2월 19일, 2025년 4월 18일)
- 《더 라이브》, KBS1(2020년 5월 16일, 2021년 12월 27일)
- 《시사기획 창》, KBS1(2020년 5월 23일)
- 《사사건건》, KBS1(2020년 5월 26일)
- 《이철희의 타짜》, SBS(2020년 6월 4일)
- 《집사부일체 - 대선주자 Big 3 특집》, SBS(2021년 9월 26일)
- 《SNL 코리아 리부트 시즌 1》，쿠팡플레이(2021년 11월 6일)
- 《옥탑방의 문제아들》, KBS2(2021년 11월 30일)
- 《식객 허영만의 백반기행》, TV조선(2021년 12월 3일)
- 《주영진의 뉴스브리핑》, SBS(2021년 12월 22일)
- 《마크맨들의 수다》, 연합뉴스TV(2021년 12월 25일)
- 《일요진단 라이브》, KBS1(2021년 12월 26일)
- 《청년과의 대화 - 이재명의 프로포즈》, 채널A(2021년 12월 29일)
- 《JTBC 뉴스룸》, JTBC(2022년 1월 3일, 2022년 1월 30일)
- 《뉴스프라임》, 연합뉴스TV(2022년 1월 4일)
- 《뉴스와이드》, MBN(2022년 1월 18일)
- 《뉴스나이트》, YTN(2022년 1월 24일)
- 《뉴스투나잇》, 연합뉴스TV(2022년 1월 25일)
- 《KBS 뉴스 - 광주전남》, KBS 광주(2022년 1월 27일)

## 같이 보기
- 이재명 정부
- 성남시장
- 경기도지사
- 계양구 을
- 인천 계양구의 국회의원
- 제4회 전국동시지방선거
- 제5회 전국동시지방선거
- 제6회 전국동시지방선거
- 제7회 전국동시지방선거
- 대한민국 제18대 국회의원 선거
- 2022년 대한민국 재보궐선거
- 대한민국 제22대 국회의원 선거
- 대한민국 제19대 대통령 선거
- 대한민국 제20대 대통령 선거
- 대한민국 제21대 대통령 선거
- 더불어민주당
- 노무현
- 문재인
- 박원순
- 정동영
- 이낙연
- 추미애
- 김민석
- 안희정
- 김두관
- 김경수
- 김동연
- 이명박
- 박근혜
- 윤석열
- 김문수
- 홍준표
- 유승민
- 권성동
- 김기현
- 오세훈
- 안철수
- 남경필
- 원희룡
- 한동훈
- 심상정
- 이준석